# Quai Anatole-France
Le quai Anatole-France est un quai situé à Paris dans le 7e arrondissement.

## Situation et accès

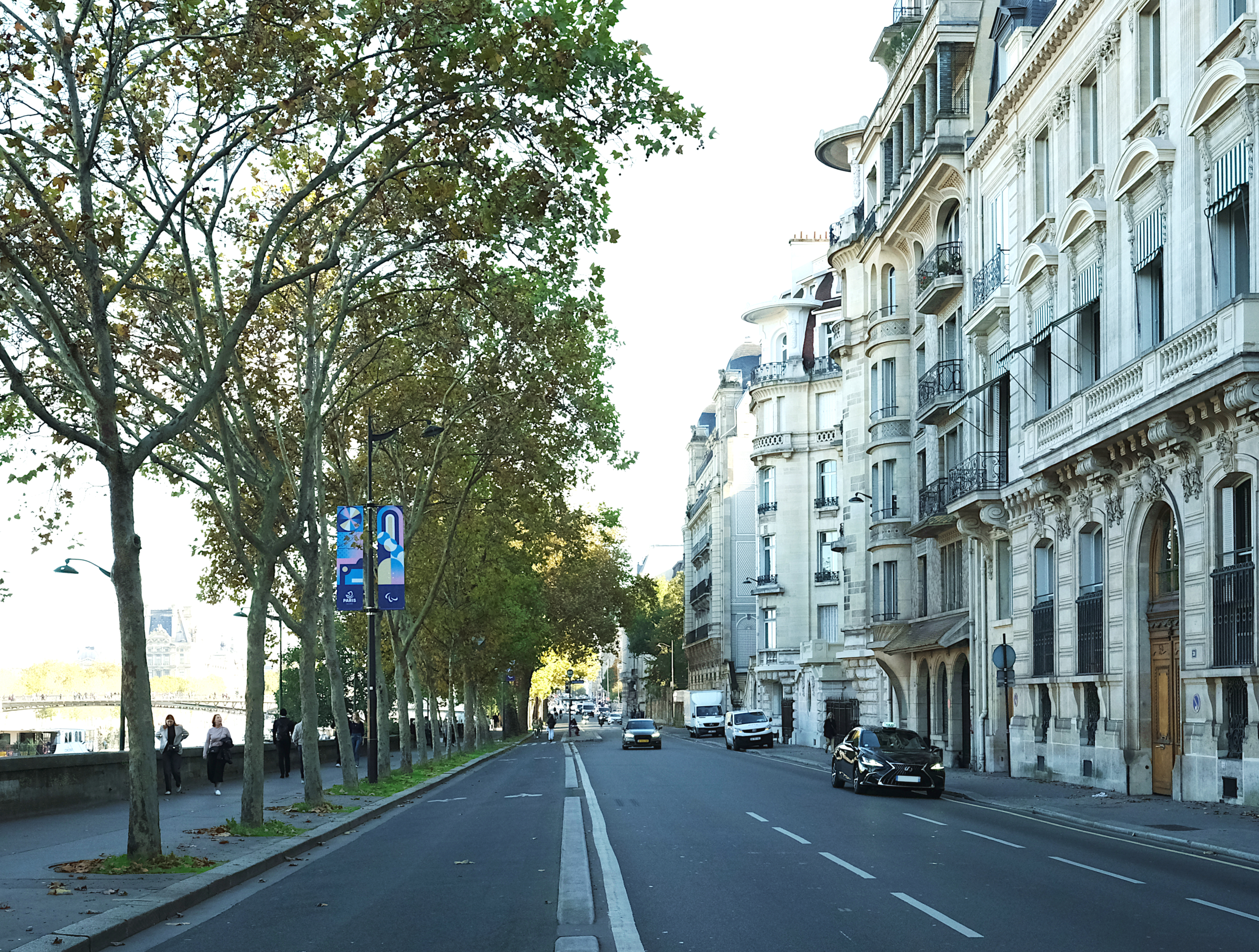
Le quai Anatole-France en octobre 2024.

Long de 500 mètres, il commence après le quai Valéry-Giscard-d'Estaing, au niveau de la rue de la Légion-d'Honneur, et se poursuit par le quai d'Orsay, au départ du boulevard Saint-Germain et au niveau du palais Bourbon.
Le quartier est desservi par la ligne 12 du métro, à la station Assemblée nationale et par la ligne C du RER, à la gare du Musée d'Orsay.
La voie donne accès au musée d'Orsay et à la passerelle Léopold-Sédar-Senghor. En contrebas, sur les berges de Seine piétonnes, se situe la promenade Édouard-Glissant.
En 2023, le prix du m2 sur le quai se situe dans une fourchette comprise entre 12 648 € et 32 893 €, avec un prix moyen de 17 721 €.

## Origine du nom

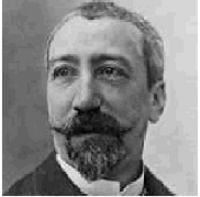
Anatole France.

Ce quai a pris en 1947 le nom de l’écrivain Anatole France (16 avril 1844 – 12 octobre 1924).
Il existe aussi, depuis 1926 et dans le même arrondissement de Paris, une avenue Anatole-France, mais cette voie publique fait figure de simple « allée » du Champ-de-Mars.

## Historique
Le quai Anatole-France n'est que la partie orientale du quai d'Orsay, délimitée par le pont Royal et le pont de la Concorde. Il a pris son nom actuel en 1947. Anatole France était un familier des quais de la Rive gauche : il avait habité 15, quai Malaquais et son père avait tenu une librairie 9, quai Voltaire.
D'abord appelé « quai de la Grenouillière » par l'arrêt du Conseil du 18 octobre 1704 ; il avait été rebaptisé « quai d'Orsay » par l'arrêt du Conseil du 23 août 1707. Dénommé « quai Bonaparte » par l'arrêté des Consuls du 13 messidor an X, il reprit la dénomination « quai d'Orsay » en 1815.
La partie du quai comprise entre le no 5 et la rue de Bellechasse a été nommée « place Henry-de-Montherlant » en 1982.
En mars 2023, la partie orientale du quai, de la rue de Solférino à la rue du Bac, est renommée quai Valéry-Giscard-d'Estaing, en hommage au président de la République de 1974 à 1981. Il est à l'origine de la création du musée d'Orsay que le quai longe.

## Bâtiments remarquables et lieux de mémoire

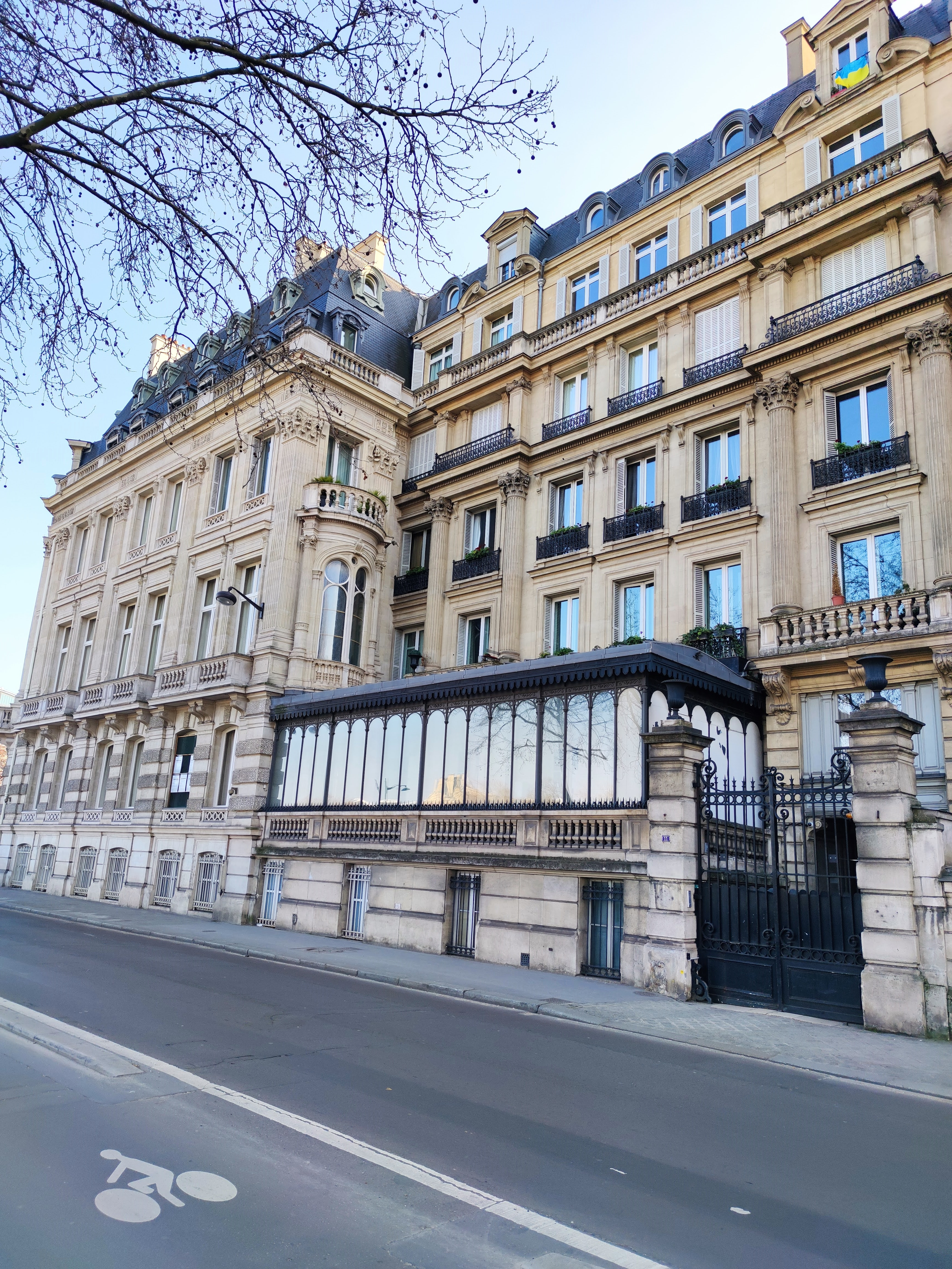
No 11.

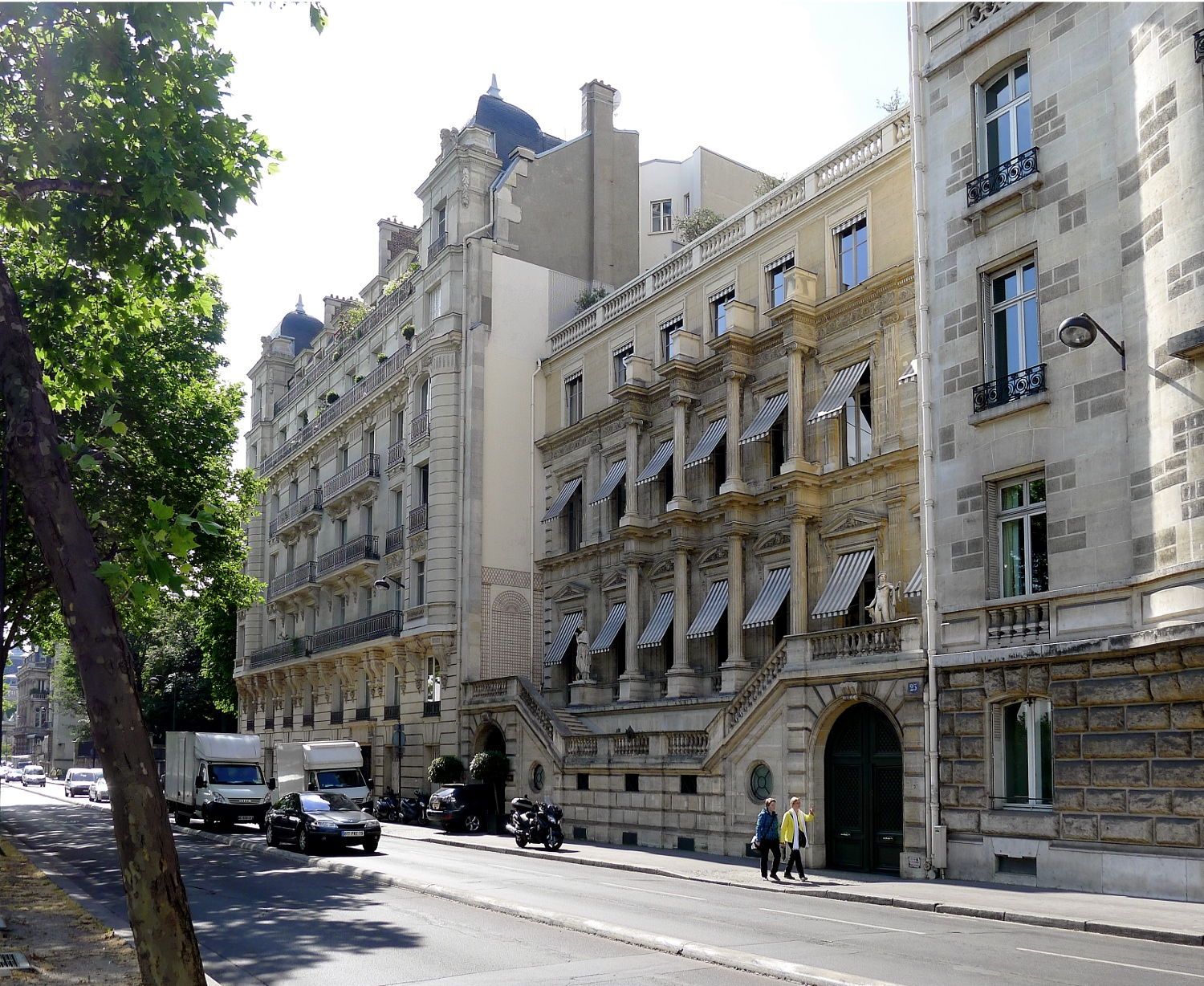
No 25 : hôtel Collot.

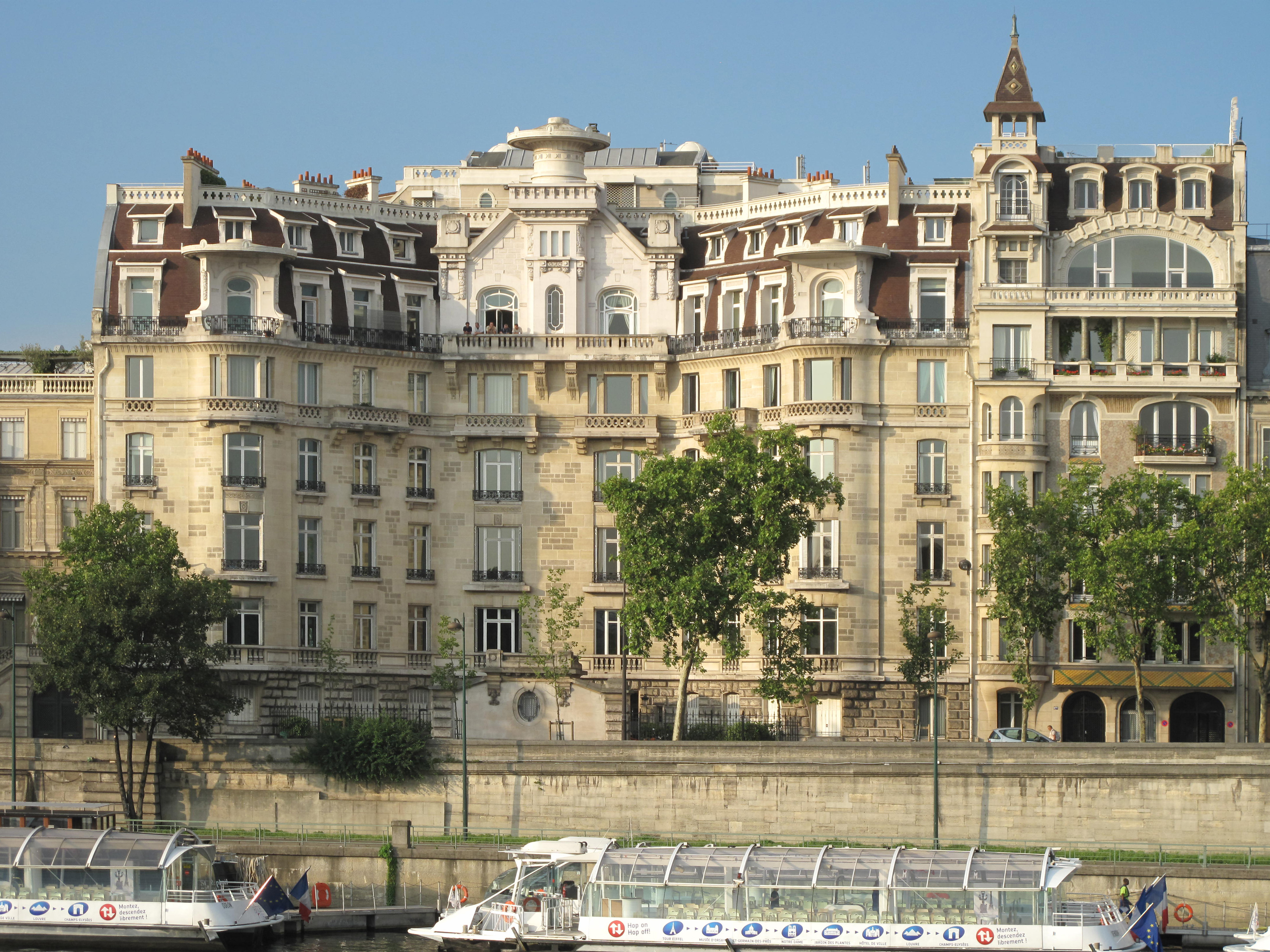
Nos 27, 27 bis et 29 : immeubles de style Art nouveau.

- Nos 9 bis-11 (et 2-2 bis, rue de Solférino) : hôtel particulier fin du XIXe siècle. En 1923, cet immeuble fait partie d’un lot de trois immeubles (les deux autres étant situés 2 bis et 4, rue de Solférino) vendu à une société d’assurances pour la somme de 2 600 000 francs[4].
- No 11 : on trouve à cette adresse l’ancien hôtel particulier du couturier Pierre Cardin (1922-2020)[5]. Lors de l'élection présidentielle de 2012, l'homme politique Nicolas Dupont-Aignan y installe son siège de campagne[6] dans un appartement de 200 m2 loué pour trois mois[7].
- No 15 : Caisse des dépôts et consignations, anciennement propriété du Centre national de la recherche scientifique, l'immeuble abrite une partie des services de la Direction bancaire.
- No 19 : fond du jardin de l'hôtel de Beauharnais, 78, rue de Lille.
- No 21 : fond du jardin de l'hôtel de Seignelay, 80, rue de Lille.
- No  23 : appartement occupé par Claude Chappe.
- No 25 : hôtel Collot, dessiné par Louis Visconti en style néoclassique et construit en 1840-1841 par Antoine Vivenel, pour Jean-Pierre Collot (1764-1852), fournisseur aux armées et directeur de la Monnaie de Paris de 1821 à 1842. La façade, ornée de colonnes superposées, est édifiée en léger retrait sur un soubassement à bossages, ménageant une terrasse où se dressent deux statues imitées de l'Antique : Minerve et Apollon. L'hôtel s'élève à l'emplacement des jardins de l'ancien hôtel du Maine, construit pour le duc du Maine par Antoine Mazin, Robert de Cotte et Armand-Claude Mollet entre 1716 et 1726. L'hôtel Collot est vendu en 1852, à la mort de son commanditaire, au général Mahmoud Ben Ayed, issu d'une importante famille de Djerba remontant au XVIIe siècle. Nommé directeur des magasins de l'État par le bey de Tunis Ahmed Ier, progressivement titulaire de tous les fermages de Tunisie, il crée une banque en 1847 et obtient le monopole de l'émission de billets au porteur remboursables, garantis sur des fonds d'État. Selon le rapport d'un inspecteur des finances envoyé en mission à Tunis, il détourne de 50 à 60 millions de francs. Dès 1850, le général obtient la nationalité française et, en 1852, il quitte la Tunisie avec son trésor tout en y conservant certaines affaires. Outre l'hôtel Collot, il achète des immeubles de rapport à Paris, ainsi que le château de Bouges en 1853. Mais il fait l'objet de poursuites qui le contraignent à fuir à Constantinople et à revendre ses biens[8]. L'hôtel abrite ensuite l'ambassade d’Espagne de 1864 à 1880[9]. Entre 1881 et 1887, il est occupé par le ministre du commerce[10]. Il est acquis en 1923 par l'antiquaire Isaac Founes, spécialiste de mobilier français, qui y reste neuf ans[9], puis en 1932 par la Société générale commerciale de l'Est, qui y installe ses bureaux et dont les propriétaires en font leur résidence jusqu’en 2004, date à laquelle il devient la propriété des antiquaires Nicolas et Alexis Kugel qui l'ont fait restaurer soigneusement par l'architecte Laurent Bourgois et le décorateur François-Joseph Graf et y ont installé leur galerie[11],[12].

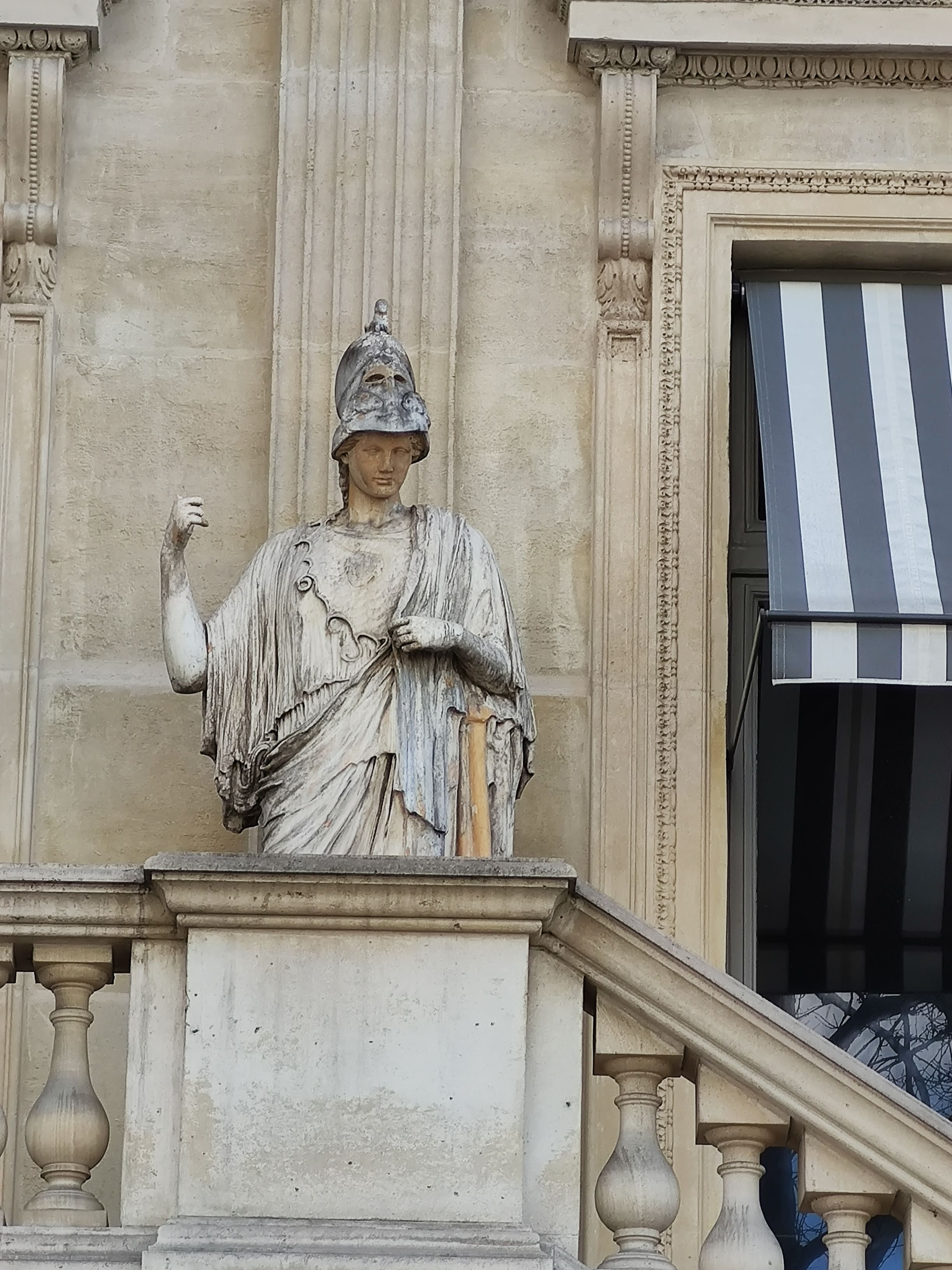
No 25 : Minerve.
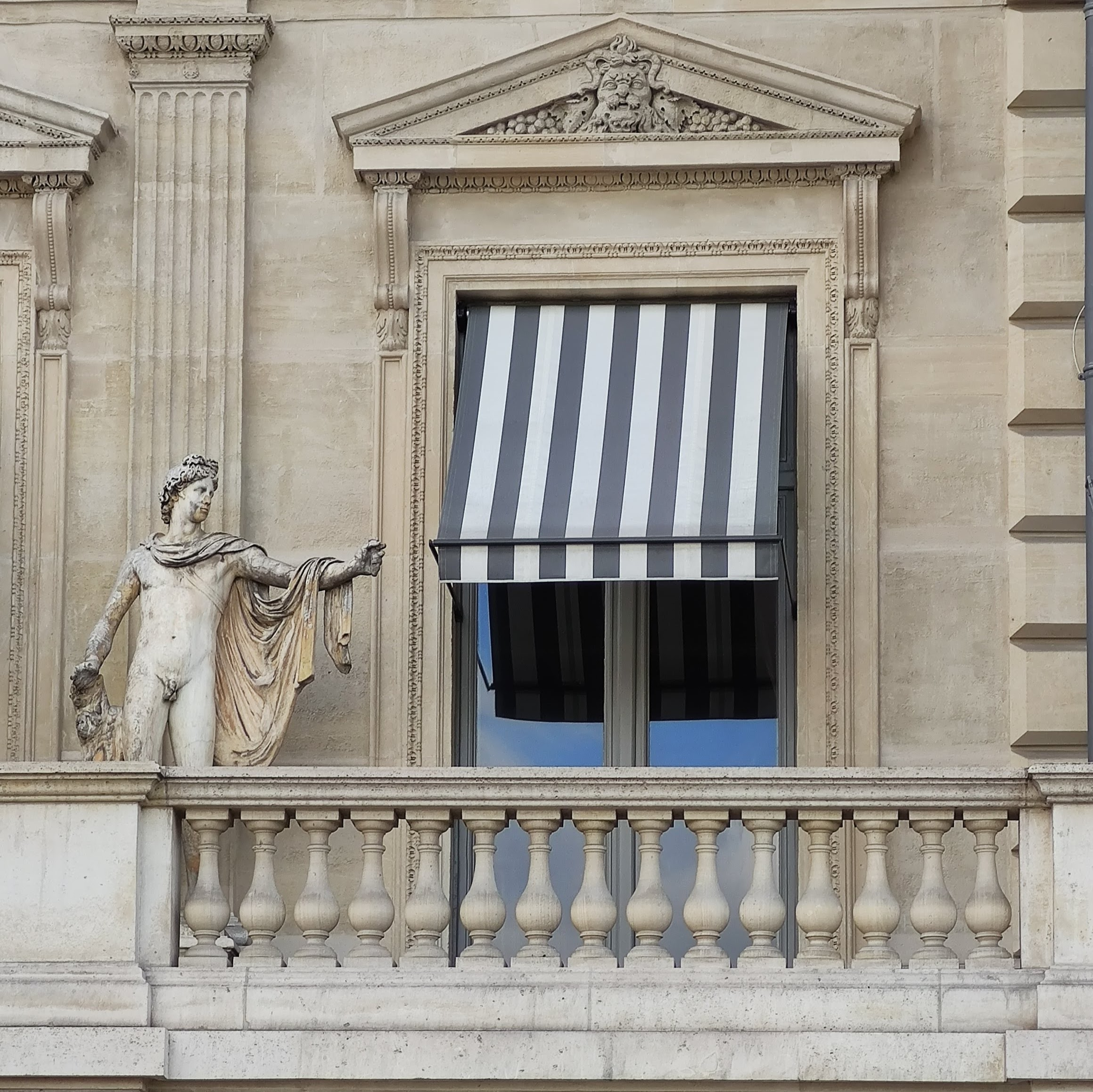
No 25 : Apollon.

- No 27 : immeuble construit en 1905 par Richard Bouwens van der Boijen[13] ; en 2013, cet immeuble est désigné par le quotidien financier Les Échos comme celui de Paris où le prix du m2 est le plus élevé[14].
- Nos 27 bis et 29 : immeuble également construit par Richard Bouwens van der Boijen en 1905[15], signé en façade ; les céramiques sont l’œuvre de l’établissement Gentil et Bourdet[16]. Le peintre Anders Osterlind a son domicile au no 27 bis et y meurt en 1960[17]. On y trouve le siège social de l'Agence pour la diffusion de l'information technologique (Adit).
- Au croisement avec le no 288 boulevard Saint-Germain : immeuble en forme de rotonde construit pour le Cercle agricole en 1867, par l'architecte Henri Blondel. Siège de la représentation en France de la Commission européenne entre 1990 et 2022.

Nos 27, 27 bis et 29, quai Anatole-France
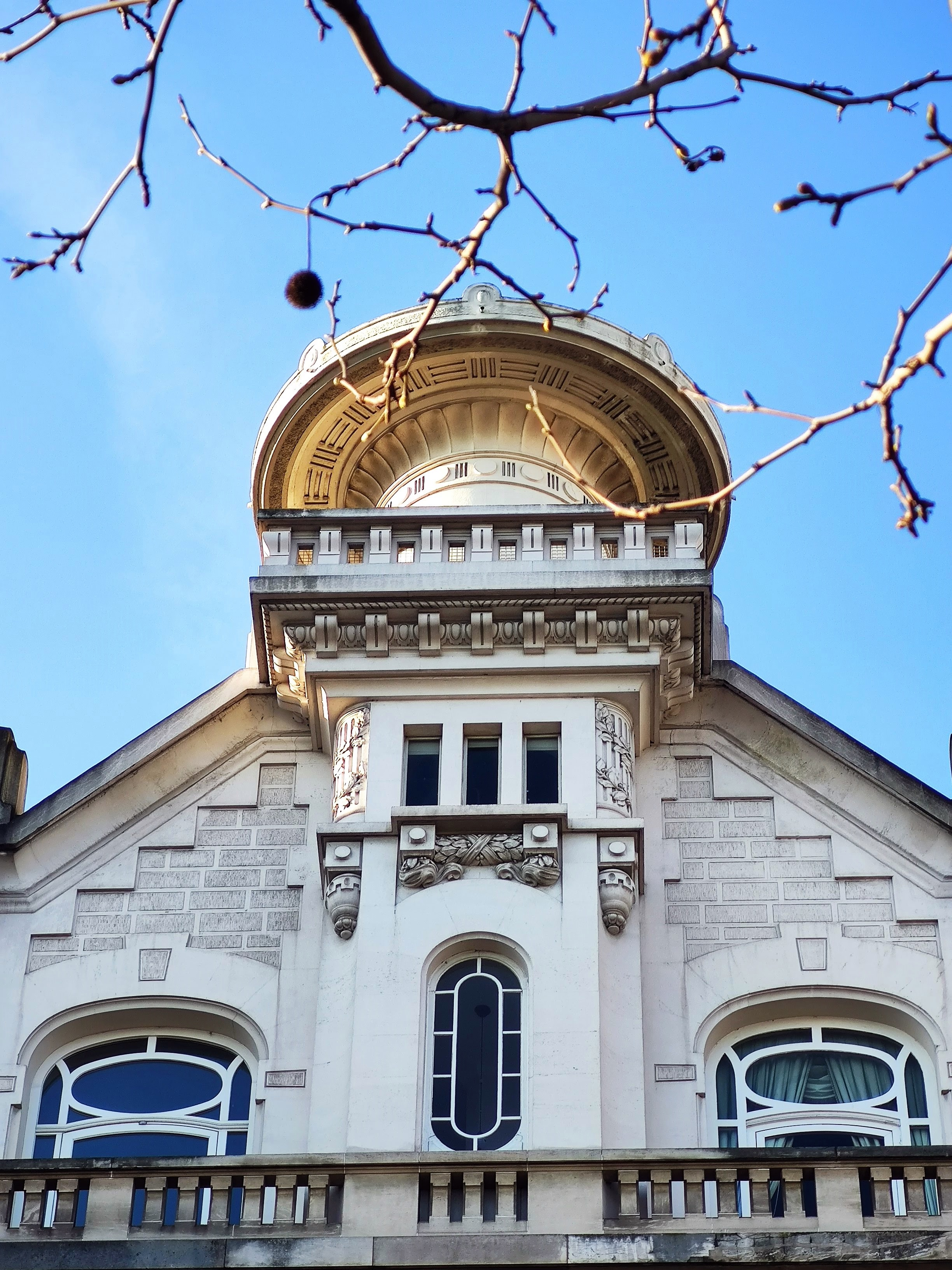
No 27 : tourelle.
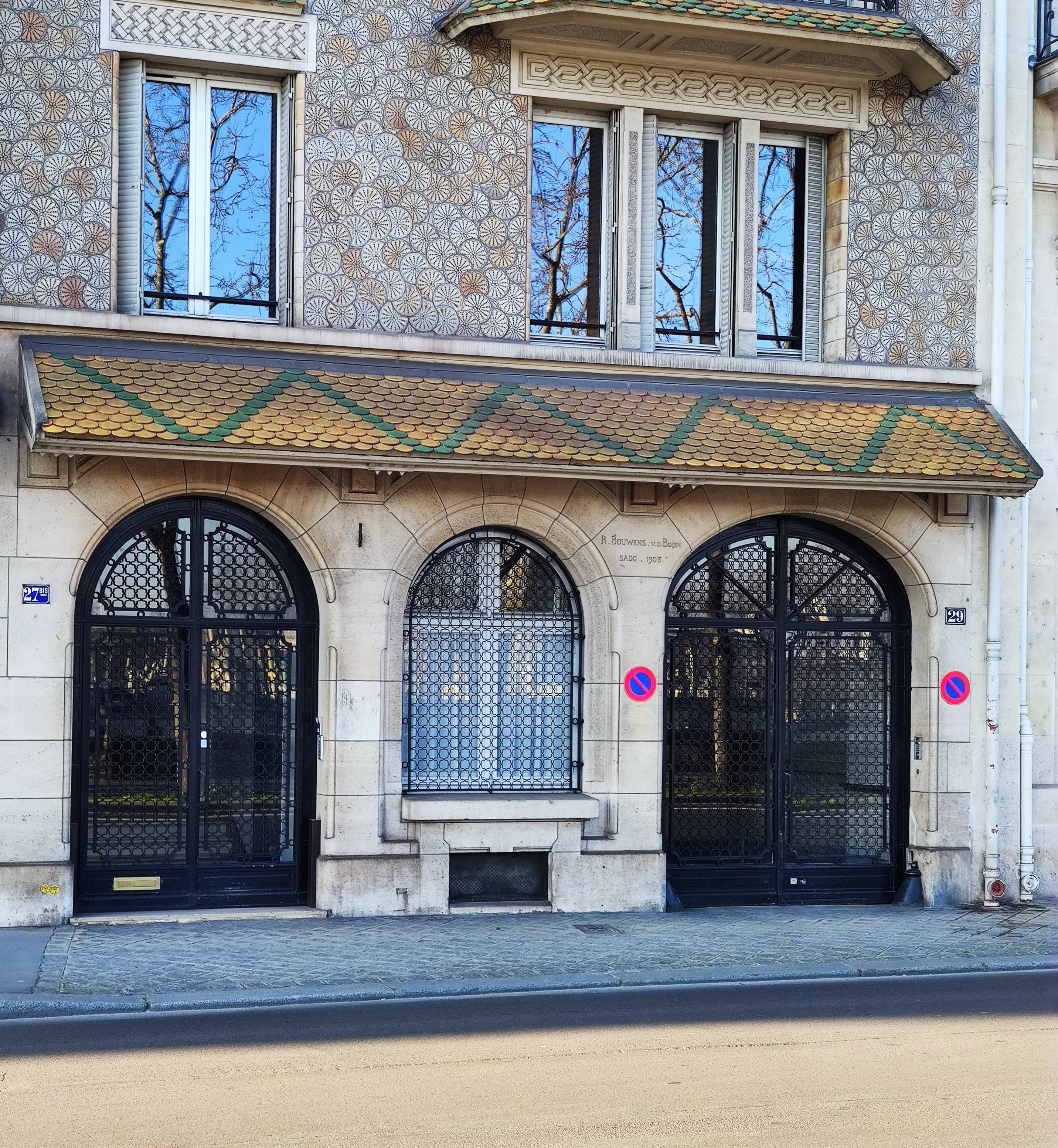
Nos 27 bis et 29 : entrées.
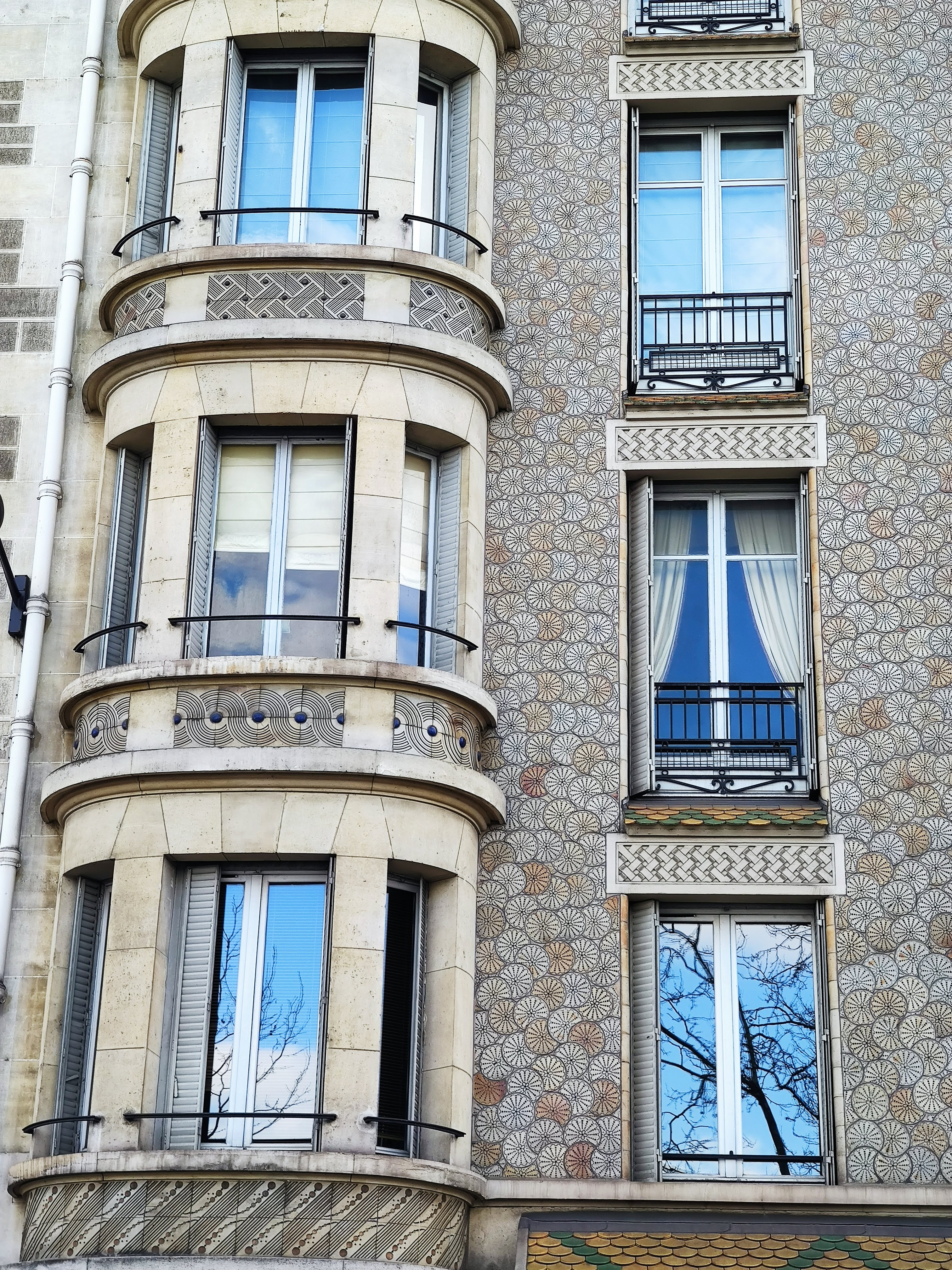
No 27 bis : bow-window.
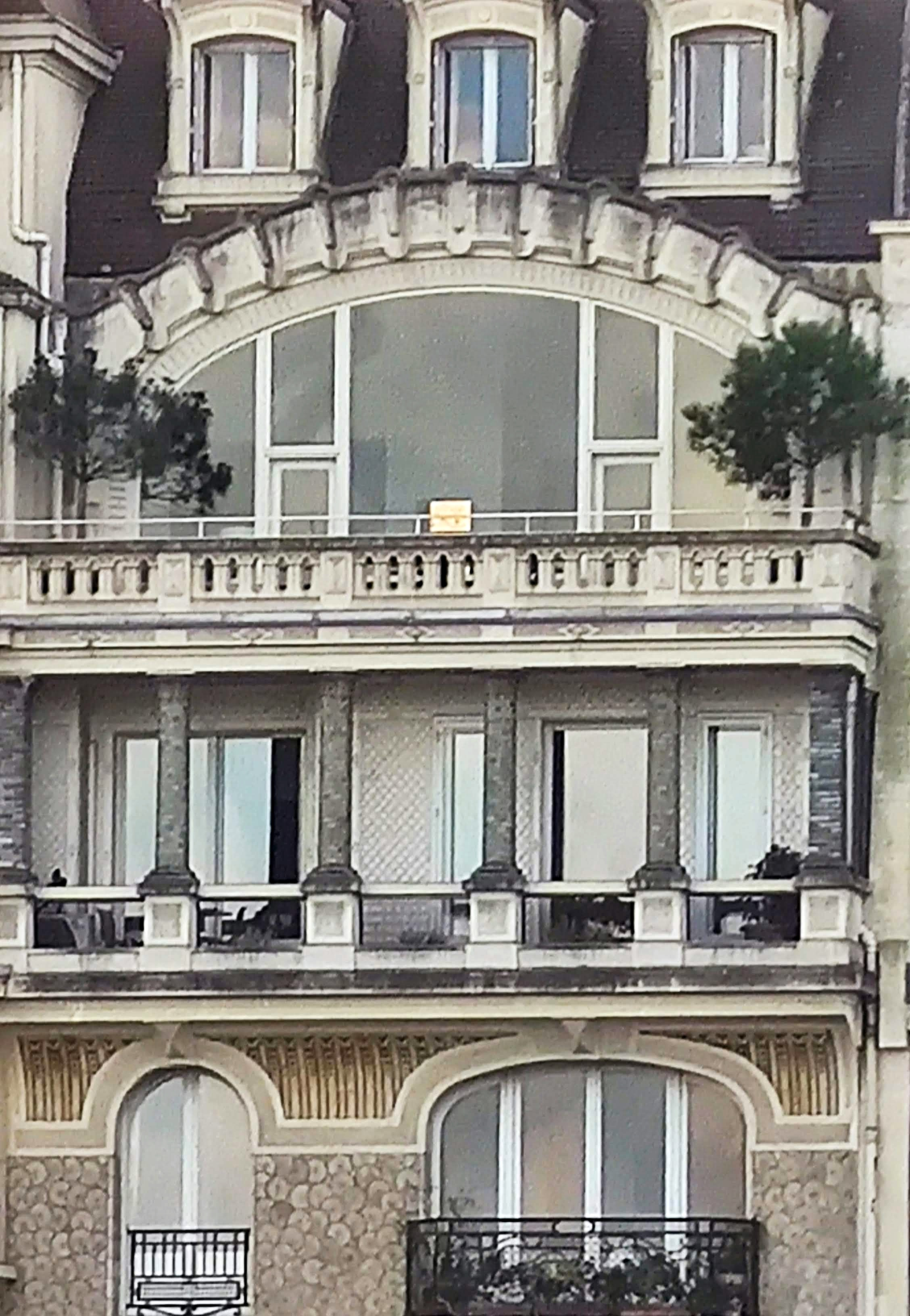
No 27 bis : loggia et fenêtre en anse de panier.
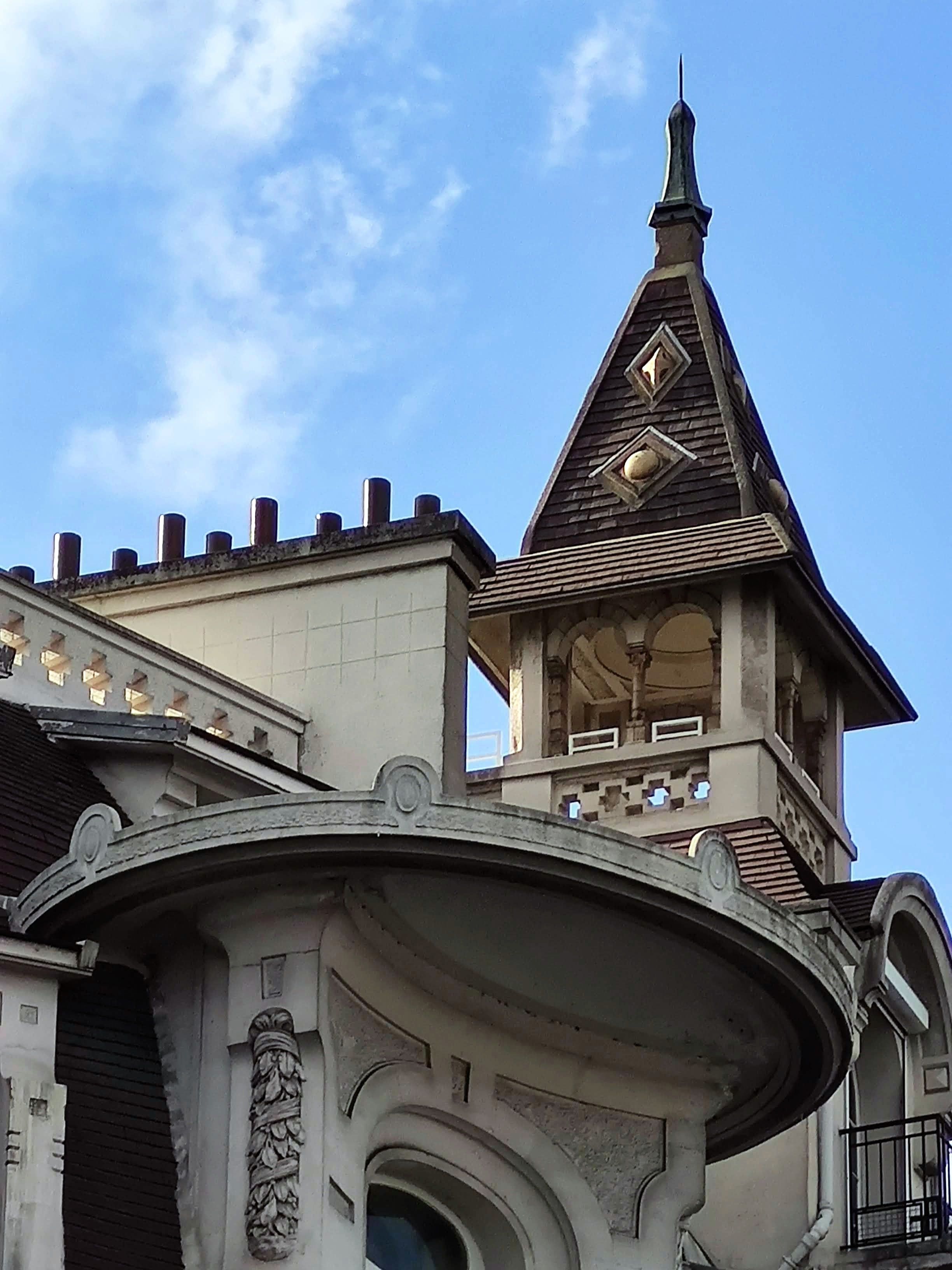
No 27 bis : clocheton.

## Au cinéma
- Dans le film Rive droite, rive gauche de Philippe Labro, sorti en 1984, les personnages principaux, Paul (Gérard Depardieu) et Alexandra (Nathalie Baye), dite Sasha, contemplent longuement l’immeuble du 29, quai Anatole-France, plongé dans l’obscurité. Seule la fenêtre en demi-lune au 6e étage est illuminée. Enhardis par ce spectacle, les jeunes gens échangent leurs premiers mots d’amour. Cette fenêtre laissée allumée toute la nuit est aussi évoquée dans un roman de Geneviève Dormann[18].